# Ashikaga Yoshimochi

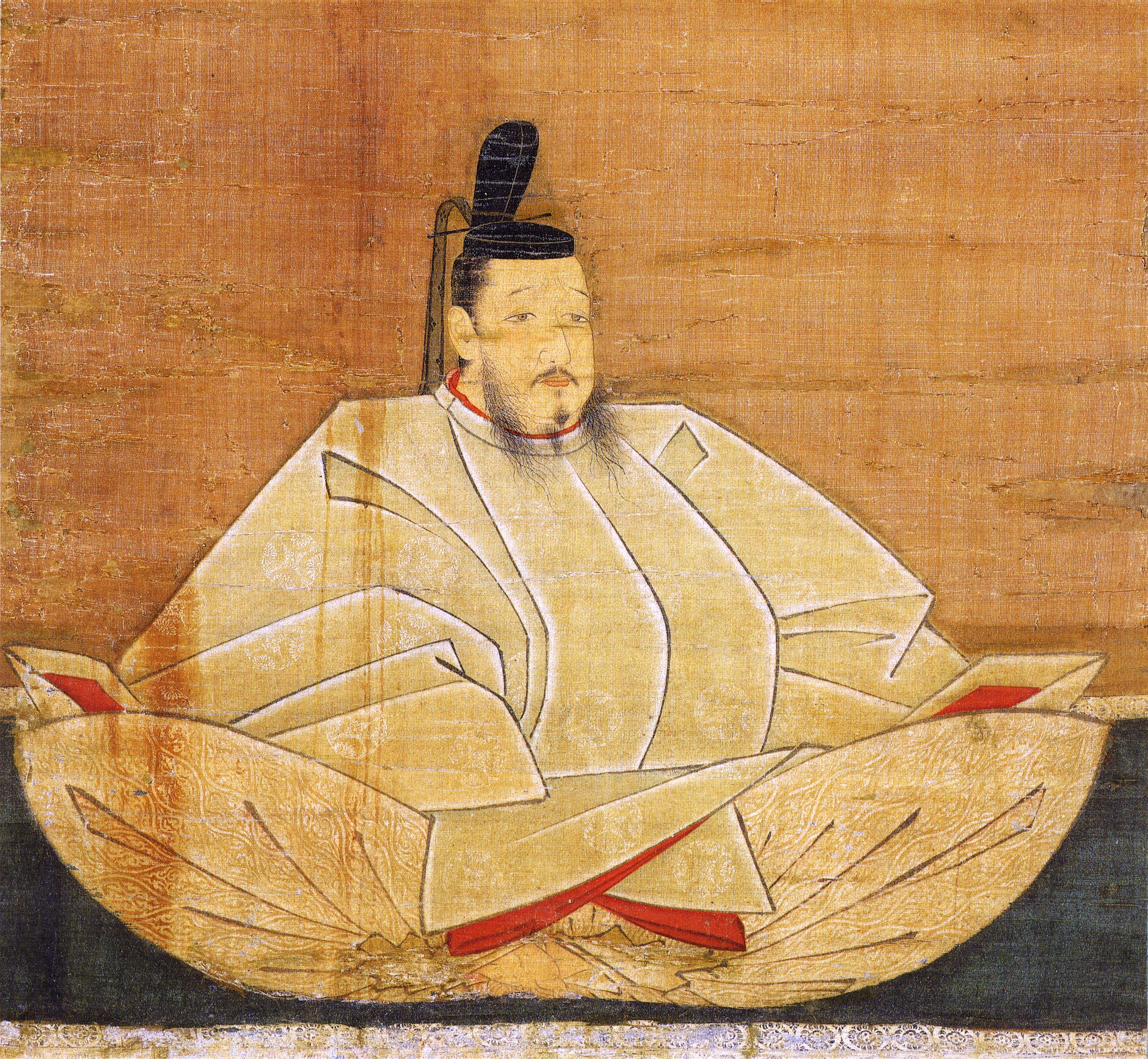
Ashikaga Yoshimochi

Ashikaga Yoshimochi (jap. 足利 義持; * 12. März 1386; † 3. Februar 1428) war der vierte Shōgun des Ashikaga-Shōgunats, der von 1394 bis 1423 während der Muromachi-Zeit in Japan regierte. Yoshimochi war Sohn des dritten Shōgun, Ashikaga Yoshimitsu.
Nach dem Rückzug seines Vaters aus den Regierungsgeschäften im Jahr 1394 folgte ihm Yoshimochi im selben Jahr als Seii Taishōgun. Als kleines Kind hatte Yoshimochi formell die Regierungsgewalt über das Shōgunat. Nachdem sein Vater 1408 gestorben war, bekam Yoshimochi auch die Machtposition des Shōgun.
1423 zog sich Yoshimochi zurück und wurde von seinem Sohn, dem fünften Shōgun Ashikaga Yoshikazu gefolgt.